# Wartales
Wartales — тактическая ролевая игра с открытым миром, разработанная французской студией Shiro Games и выпущенная Shiro Unlimited для Windows, Xbox Series X/S и Nintendo Switch в 2023 году. Действие Wartales происходит в мрачном фэнтезийном мире, напоминающем средневековую Европу; игрок управляет отрядом наёмников и должен заботиться об их пропитании и оплате. В игре нет центральной сюжетной линии — игрок может исследовать различные регионы мира и искать интересные места и задания. Игра получила преимущественно положительные отзывы обозревателей.

## Игровой процесс
Действие игры происходит в мире, напоминающем средневековую Европу; он оправляется после последствий недавней эпидемии чумы. Отряд наёмников, которым управляет игрок, с трудом находит себе пропитание; его единственная цель — выжить. Наёмники могут брать контракты, приносящие деньги — например, убить разбойников или доставить послание в другое поселение, так и торговать различными товарами или просто грабить прохожих на дороге. У игры раздельно регулируемые настройки сложности для выживания и для сражений. Игрок также может определить, будут ли уровень врагов подстраиваться автоматически под уровень наёмников в отряде или будет привязан к регионам мира — во втором случае в географически удалённых регионах игрока ждут более тяжёлые испытания. Действие игры проходит на двух «уровнях»: на верхнем из них отряд путешествует по карте мира, напоминающей Mount & Blade, перемещаясь между разными локациями — деревнями, хуторами, разрушенными крепостями. У отряда есть шкала выносливости, которая истощается по мере путешествия; чтобы восстановить её, можно в любое время в пути разбить лагерь и отдохнуть. В лагере членам отряда можно поручить различные занятия, например, чинить доспехи, отдыхать, варить зелья. Хотя наёмники прежде всего воины, каждый из них может освоить и мирные профессии, полезные в лагере или при взаимодействии с окружением — например, ремесло рыбака, повара или кузнеца. Бойцов нужно кормить каждую ночёвку и платить им жалованье раз в три ночёвки. Игрок должен заботиться о том, чтобы у отряда было достаточно еды и денег, и чем больше бойцов в отряде, тем быстрее будут расходоваться эти важнейшие ресурсы.
Сражения проходят в пошаговом режиме, причём игрок в каждом раунде может делать ходы подконтрольными ему персонажами в любом порядке. Бойцы на поле боя размещаются на сетке из мелких клеток — каждый боец занимает несколько клеток, что позволяет размещать их относительно друг друга и врагов более гибко, чем в играх наподобие The Banner Saga. Особые «очки доблести» тратятся на использование особо мощных и ценных умений; у отряда есть общий запас очков доблести, и их можно восстановить разными способами — например, убивая врагов, завершая движение персонажа рядом с врагом или с союзником. По миру разбросаны гробницы — локации с головоломками и испытаниями, где можно найти ценные сокровища; обследование гробниц требует особых расходуемых предметов — факелов. С обновлением в декабре 2022 года в игру был добавлен многопользовательский режим, поддерживающий до четырёх игроков. Каждый из игроков в многопользовательской игре управляет своим собственным отрядом наёмников.

## Разработка и выпуск
Wartales была разработана французской студией Shiro Games. Разработчики сознательно не вводили в игру какой либо центральной сюжетной линии — креативный директор игры Никола Каннас сравнивал её с The Elder Scrolls V: Skyrim, в которую «веселее играть, если не делать основные квесты». Они также позаботились о том, чтобы игрок не мог взять каких-то заданий «случайно», как это бывает в подобных играх, и чтобы игра не требовала выполнить какое-то определённое количество заданий, прежде чем разрешить ему сделать что-то. Каннас относил себя к тому типу игроков, которым нравится полная свобода и отсутствие подсказок — игра не должна говорить игроку, что делать, но каждый элемент игрового процесса должен быть интуитивно понятен без обучения.
Wartales вышла в раннем доступе для Windows в декабре 2021 года. Полная версия игры вышла 12 апреля 2023 года. Игра была выпущена для Nintendo Switch 14 сентября 2023 года и для Xbox Series X/S 31 октябре 2023 года. 14 декабря 2023 года вышло загружаемое дополнение Pirates of Belerion — оно добавляет в игру новый регион Белерион, морские сражения и пиратские корабли. В этом дополнении появляется возможность вызывать пиратских капитанов на дуэли один на один. 10 декабря 2024 года вышло дополнение под названием The Skelmar Invasion, в котором в игру было добавлено королевство Орманс, а также различные нововведения, в том числе осады крепостей.

## Критика
| Сводный рейтинг    | Сводный рейтинг |
| Агрегатор          | Оценка          |
| ------------------ | --------------- |
| Metacritic         | 80/100          |
| OpenCritic         | 75/100          |
| Иноязычные издания |                 |
| Издание            | Оценка          |
| NME                | [ 14 ]          |
| PC Gamer (US)      | 83/100          |

По данным агрегатора рецензий Metacritic, Wartales получила преимущественно положительные отзывы обозревателей.
Рецензент PC Gamer Рик Лейн писал, что выглядит игра мрачно и невразумительно, но за этой неприглядной наружностью скрывается «глубокое и насыщенное упражнение по созданию собственного отряда». По его словам, Wartales не может сравниться с Kenshi по необычности или с Mount & Blade по зрелищности, зато она даёт кое-что своё — чувство личной привязанности к создаваемому отряду. По мнению Митчелла Демороста, автора обзора для журнала NME, Wartales принадлежит к редкому поджанру компьютерных ролевых игр — каждая новая такая игра «на вес добытого в боях золота». Хотя игра и предлагает игроку открытый мир с большой свободой, Деморост отмечал, что мир этот однообразен и часто повторяется — разные провинции мира похоже друг на друга, новые конфликты и задания напоминают старые. В конечном счёте, по словам обозревателя, Wartales хоть и отклоняется в сторону от «заезженной дорожки» жанра, но отклоняется недостаточно, чтобы приобрести самостоятельную ценность. Автор рецензии для Rock, Paper, Shotgun Ник Рюбен называл Wartales «не просто песочницей, а зыбучей песочницей», затягивающей игрока своими эмерджентными историями и моментами — одновременно будоражащими и глупыми. По его мнению, игра ощущается цельной — «добротная, но не лишённая вдохновения, завораживающая без пафосности. Как обаятельный кокни-трубочист с искоркой в глазах».
К концу апреля 2023 года продажи игры составили 600 тысяч копий. В неделю выхода она занимала десятое место в рейтинге продаж в Steam.
В ноябре 2024 года разработчики объявили, что игра Wartales была продана тиражом 1 миллион копий.

### Номинации
| Год  | Церемония       | Категория                    | Оценка    | Ист.   |
| ---- | --------------- | ---------------------------- | --------- | ------ |
| 2024 | D.I.C.E. Awards | Стратегия или симулятор года | Номинация | [ 19 ] |